# Férfi jégkorong-válogatottak a 2006. évi téli olimpiai játékokon
Ez a szócikk tartalmazza a 2006. évi téli olimpiai játékokon részt vevő férfi jégkorong-válogatottak által nevezett játékosok listáját.
A játékosok (vezetőedzők) adatai a 2006. február 15-i állapotnak megfelelőek. A táblázatokban található posztok rövidítései: K – Kapus, V – Védő, T – Támadó.

## A csoport

### Csehország
| Cseh nemzeti férfi jégkorongcsapat-játékoskeret | Cseh nemzeti férfi jégkorongcsapat-játékoskeret | Cseh nemzeti férfi jégkorongcsapat-játékoskeret | Cseh nemzeti férfi jégkorongcsapat-játékoskeret | Cseh nemzeti férfi jégkorongcsapat-játékoskeret | Cseh nemzeti férfi jégkorongcsapat-játékoskeret | Cseh nemzeti férfi jégkorongcsapat-játékoskeret |
| #                                               | Név                                             | Poszt                                           | Magasság                                        | Súly                                            | Kor                                             | Klub                                            |
| ----------------------------------------------- | ----------------------------------------------- | ----------------------------------------------- | ----------------------------------------------- | ----------------------------------------------- | ----------------------------------------------- | ----------------------------------------------- |
| 29                                              | Tomas Vokoun                                    | K                                               | 183                                             | 90                                              | 1976. július 2. (29 évesen)                     | Nashville Predators                             |
| 33                                              | Milan Hnilička                                  | K                                               | 185                                             | 83                                              | 1973. június 25. (32 évesen)                    | HC Bílí Tygři Liberec                           |
| 39                                              | Dominik Hasek                                   | K                                               | 180                                             | 82                                              | 1965. január 29. (41 évesen)                    | Ottawa Senators                                 |
| 72                                              | Dusan Salficky                                  | K                                               | 185                                             | 84                                              | 1972. március 28. (33 évesen)                   | Khimik Voskresensk                              |
| 3                                               | Marek Zidlicky                                  | V                                               | 180                                             | 85                                              | 1977. február 3. (29 évesen)                    | Nashville Predators                             |
| 6                                               | Jaroslav Špaček                                 | V                                               | 180                                             | 94                                              | 1974. február 11. (32 évesen)                   | Edmonton Oilers                                 |
| 8                                               | Marek Malik                                     | V                                               | 196                                             | 98                                              | 1975. június 24. (30 évesen)                    | New York Rangers                                |
| 12                                              | Frantisek Kaberle                               | V                                               | 185                                             | 83                                              | 1973. november 8. (32 évesen)                   | Carolina Hurricanes                             |
| 13                                              | Pavel Kubina                                    | V                                               | 193                                             | 104                                             | 1977. április 15. (28 évesen)                   | Tampa Bay Lightning                             |
| 15                                              | Tomas Kaberle                                   | V                                               | 188                                             | 91                                              | 1978. március 2. (27 évesen)                    | Toronto Maple Leafs                             |
| 17                                              | Filip Kuba                                      | V                                               | 188                                             | 91                                              | 1976. december 29. (29 évesen)                  | Minnesota Wild                                  |
| 9                                               | David Výborný                                   | T                                               | 178                                             | 83                                              | 1975. január 22. (31 évesen)                    | Columbus Blue Jackets                           |
| 16                                              | Petr Cajanek                                    | T                                               | 180                                             | 80                                              | 1975. augusztus 18. (30 évesen)                 | St. Louis Blues                                 |
| 20                                              | Robert Lang                                     | T                                               | 188                                             | 93                                              | 1970. december 19. (35 évesen)                  | Detroit Red Wings                               |
| 23                                              | Milan Hejduk                                    | T                                               | 183                                             | 85                                              | 1976. február 14. (30 évesen)                   | Colorado Avalanche                              |
| 22                                              | Ales Kotalik                                    | T                                               | 185                                             | 96                                              | 1978. december 23. (27 évesen)                  | Buffalo Sabres                                  |
| 26                                              | Martin Ručínský                                 | T                                               | 185                                             | 90                                              | 1971. március 11. (34 évesen)                   | New York Rangers                                |
| 28                                              | Martin Straka                                   | T                                               | 178                                             | 81                                              | 1972. szeptember 3. (33 évesen)                 | New York Rangers                                |
| 38                                              | Jan Bulis                                       | T                                               | 185                                             | 92                                              | 1978. március 18. (27 évesen)                   | Montréal Canadiens                              |
| 40                                              | Václav Prospal                                  | T                                               | 188                                             | 92                                              | 1975. február 17. (30 évesen)                   | Tampa Bay Lightning                             |
| 62                                              | Patrik Eliáš                                    | T                                               | 185                                             | 89                                              | 1976. április 13. (29 évesen)                   | New Jersey Devils                               |
| 68                                              | Jaromír Jágr                                    | T                                               | 188                                             | 106                                             | 1972. február 15. (34 évesen)                   | New York Rangers                                |
| 83                                              | Aleš Hemský                                     | T                                               | 183                                             | 87                                              | 1983. augusztus 13. (22 évesen)                 | Edmonton Oilers                                 |
| 85                                              | Rostislav Olesz                                 | T                                               | 183                                             | 87                                              | 1985. október 10. (20 évesen)                   | Florida Panthers                                |
| 91                                              | Martin Erat                                     | T                                               | 183                                             | 90                                              | 1981. augusztus 29. (24 évesen)                 | Nashville Predators                             |
| Vezetőedző: Zbynek Kusy                         | Vezetőedző: Zbynek Kusy                         | Vezetőedző: Zbynek Kusy                         | Vezetőedző: Zbynek Kusy                         | Vezetőedző: Zbynek Kusy                         | 1966. május 20. (39 évesen)                     | 1966. május 20. (39 évesen)                     |

### Finnország
| Finn nemzeti férfi jégkorongcsapat-játékoskeret | Finn nemzeti férfi jégkorongcsapat-játékoskeret | Finn nemzeti férfi jégkorongcsapat-játékoskeret | Finn nemzeti férfi jégkorongcsapat-játékoskeret | Finn nemzeti férfi jégkorongcsapat-játékoskeret | Finn nemzeti férfi jégkorongcsapat-játékoskeret | Finn nemzeti férfi jégkorongcsapat-játékoskeret |
| #                                               | Név                                             | Poszt                                           | Magasság                                        | Súly                                            | Kor                                             | Klub                                            |
| ----------------------------------------------- | ----------------------------------------------- | ----------------------------------------------- | ----------------------------------------------- | ----------------------------------------------- | ----------------------------------------------- | ----------------------------------------------- |
| 30                                              | Fredrik Norrena                                 | K                                               | 183                                             | 85                                              | 1973. november 29. (32 évesen)                  | Linköpings HC                                   |
| 31                                              | Antero Niittymäki                               | K                                               | 183                                             | 85                                              | 1980. június 18. (25 évesen)                    | Philadelphia Flyers                             |
| 33                                              | Niklas Bäckström                                | K                                               | 187                                             | 89                                              | 1978. február 13. (28 évesen)                   | Kärpät                                          |
| 3                                               | Petteri Nummelin                                | V                                               | 178                                             | 83                                              | 1972. november 25. (33 évesen)                  | HC Lugano                                       |
| 4                                               | Kimmo Timonen                                   | V                                               | 178                                             | 88                                              | 1975. március 18. (30 évesen)                   | Nashville Predators                             |
| 5                                               | Lasse Kukkonen                                  | V                                               | 183                                             | 85                                              | 1981. szeptember 18. (24 évesen)                | Kärpät                                          |
| 6                                               | Sami Salo                                       | V                                               | 192                                             | 98                                              | 1974. szeptember 2. (31 évesen)                 | Vancouver Canucks                               |
| 7                                               | Aki Berg                                        | V                                               | 193                                             | 97                                              | 1977. július 28. (28 évesen)                    | Toronto Maple Leafs                             |
| 27                                              | Teppo Numminen                                  | V                                               | 186                                             | 90                                              | 1968. július 3. (37 évesen)                     | Buffalo Sabres                                  |
| 32                                              | Toni Lydman                                     | V                                               | 185                                             | 90                                              | 1977. szeptember 25. (28 évesen)                | Buffalo Sabres                                  |
| 77                                              | Antti-Jussi Niemi                               | V                                               | 184                                             | 87                                              | 1977. szeptember 22. (28 évesen)                | Frölunda HC                                     |
| 8                                               | Teemu Selänne                                   | T                                               | 183                                             | 93                                              | 1970. július 3. (35 évesen)                     | Mighty Ducks of Anaheim                         |
| 10                                              | Ville Nieminen                                  | T                                               | 181                                             | 93                                              | 1977. április 6. (28 évesen)                    | New York Rangers                                |
| 11                                              | Saku Koivu                                      | T                                               | 179                                             | 82                                              | 1974. november 23. (31 évesen)                  | Montréal Canadiens                              |
| 12                                              | Olli Jokinen                                    | T                                               | 188                                             | 90                                              | 1978. december 5. (27 évesen)                   | Florida Panthers                                |
| 14                                              | Niklas Hagman                                   | T                                               | 183                                             | 91                                              | 1979. december 5. (26 évesen)                   | Dallas Stars                                    |
| 16                                              | Ville Peltonen                                  | T                                               | 180                                             | 84                                              | 1973. május 24. (32 évesen)                     | HC Lugano                                       |
| 21                                              | Mikko Koivu                                     | T                                               | 188                                             | 85                                              | 1983. március 12. (22 évesen)                   | Minnesota Wild                                  |
| 24                                              | Antti Laaksonen                                 | T                                               | 183                                             | 85                                              | 1973. október 3. (32 évesen)                    | Colorado Avalanche                              |
| 25                                              | Jukka Hentunen                                  | T                                               | 178                                             | 88                                              | 1974. május 3. (31 évesen)                      | HC Lugano                                       |
| 26                                              | Jere Lehtinen                                   | T                                               | 182                                             | 89                                              | 1973. június 24. (32 évesen)                    | Dallas Stars                                    |
| 36                                              | Jussi Jokinen                                   | T                                               | 181                                             | 86                                              | 1983. április 1. (22 évesen)                    | Dallas Stars                                    |
| 37                                              | Jarkko Ruutu                                    | T                                               | 188                                             | 93                                              | 1975. augusztus 23. (30 évesen)                 | Vancouver Canucks                               |
| 39                                              | Niko Kapanen                                    | T                                               | 177                                             | 80                                              | 1978. április 29. (27 évesen)                   | Dallas Stars                                    |
| Vezetőedző: Jari Kurri                          | Vezetőedző: Jari Kurri                          | Vezetőedző: Jari Kurri                          | Vezetőedző: Jari Kurri                          | Vezetőedző: Jari Kurri                          | 1960. május 18. (45 évesen)                     | 1960. május 18. (45 évesen)                     |

### Kanada
| Kanadai nemzeti férfi jégkorongcsapat-játékoskeret | Kanadai nemzeti férfi jégkorongcsapat-játékoskeret | Kanadai nemzeti férfi jégkorongcsapat-játékoskeret | Kanadai nemzeti férfi jégkorongcsapat-játékoskeret | Kanadai nemzeti férfi jégkorongcsapat-játékoskeret | Kanadai nemzeti férfi jégkorongcsapat-játékoskeret | Kanadai nemzeti férfi jégkorongcsapat-játékoskeret |
| #                                                  | Név                                                | Poszt                                              | Magasság                                           | Súly                                               | Kor                                                | Klub                                               |
| -------------------------------------------------- | -------------------------------------------------- | -------------------------------------------------- | -------------------------------------------------- | -------------------------------------------------- | -------------------------------------------------- | -------------------------------------------------- |
| 1                                                  | Roberto Luongo                                     | K                                                  | 191                                                | 93                                                 | 1979. április 4. (26 évesen)                       | Florida Panthers                                   |
| 30                                                 | Martin Brodeur                                     | K                                                  | 188                                                | 95                                                 | 1972. május 6. (33 évesen)                         | New Jersey Devils                                  |
| 35                                                 | Marty Turco                                        | K                                                  | 180                                                | 83                                                 | 1975. augusztus 13. (30 évesen)                    | Dallas Stars                                       |
| 3                                                  | Jay Bouwmeester                                    | V                                                  | 193                                                | 88                                                 | 1983. szeptember 27. (22 évesen)                   | Florida Panthers                                   |
| 4                                                  | Rob Blake                                          | V                                                  | 193                                                | 102                                                | 1969. december 10. (36 évesen)                     | Colorado Avalanche                                 |
| 6                                                  | Wade Redden                                        | V                                                  | 188                                                | 95                                                 | 1977. június 12. (28 évesen)                       | Ottawa Senators                                    |
| 28                                                 | Robyn Regehr                                       | V                                                  | 191                                                | 102                                                | 1980. április 19. (25 évesen)                      | Calgary Flames                                     |
| 24                                                 | Bryan McCabe                                       | V                                                  | 188                                                | 100                                                | 1975. június 8. (30 évesen)                        | Toronto Maple Leafs                                |
| 44                                                 | Chris Pronger                                      | V                                                  | 198                                                | 100                                                | 1974. október 10. (31 évesen)                      | Edmonton Oilers                                    |
| 52                                                 | Adam Foote                                         | V                                                  | 188                                                | 98                                                 | 1971. július 10. (34 évesen)                       | Columbus Blue Jackets                              |
| 9                                                  | Shane Doan                                         | T                                                  | 188                                                | 98                                                 | 1976. október 10. (29 évesen)                      | Phoenix Coyotes                                    |
| 12                                                 | Jarome Iginla                                      | T                                                  | 185                                                | 95                                                 | 1977. július 1. (28 évesen)                        | Calgary Flames                                     |
| 14                                                 | Todd Bertuzzi                                      | T                                                  | 191                                                | 111                                                | 1975. február 2. (31 évesen)                       | Vancouver Canucks                                  |
| 15                                                 | Dany Heatley                                       | T                                                  | 191                                                | 98                                                 | 1981. január 21. (25 évesen)                       | Ottawa Senators                                    |
| 21                                                 | Simon Gagné                                        | T                                                  | 183                                                | 84                                                 | 1980. február 29. (25 évesen)                      | Philadelphia Flyers                                |
| 26                                                 | Martin St. Louis                                   | T                                                  | 175                                                | 84                                                 | 1975. június 18. (30 évesen)                       | Tampa Bay Lightning                                |
| 33                                                 | Kris Draper                                        | T                                                  | 187                                                | 86                                                 | 1971. május 24. (34 évesen)                        | Detroit Red Wings                                  |
| 39                                                 | Brad Richards                                      | T                                                  | 185                                                | 90                                                 | 1980. május 2. (25 évesen)                         | Tampa Bay Lightning                                |
| 40                                                 | Vincent Lecavalier                                 | T                                                  | 193                                                | 93                                                 | 1980. április 21. (25 évesen)                      | Tampa Bay Lightning                                |
| 61                                                 | Rick Nash                                          | T                                                  | 193                                                | 93                                                 | 1984. június 16. (21 évesen)                       | Columbus Blue Jackets                              |
| 91                                                 | Joe Sakic                                          | T                                                  | 180                                                | 88                                                 | 1969. július 7. (36 évesen)                        | Colorado Avalanche                                 |
| 94                                                 | Ryan Smyth                                         | T                                                  | 185                                                | 86                                                 | 1976. február 21. (29 évesen)                      | Edmonton Oilers                                    |
| 97                                                 | Joe Thornton                                       | T                                                  | 193                                                | 102                                                | 1979. július 2. (26 évesen)                        | San Jose Sharks                                    |
| Vezetőedző: Pat Quinn                              | Vezetőedző: Pat Quinn                              | Vezetőedző: Pat Quinn                              | Vezetőedző: Pat Quinn                              | Vezetőedző: Pat Quinn                              | 1943. június 29. (62 évesen)                       | 1943. június 29. (62 évesen)                       |

### Németország
| Német nemzeti férfi jégkorongcsapat-játékoskeret | Német nemzeti férfi jégkorongcsapat-játékoskeret | Német nemzeti férfi jégkorongcsapat-játékoskeret | Német nemzeti férfi jégkorongcsapat-játékoskeret | Német nemzeti férfi jégkorongcsapat-játékoskeret | Német nemzeti férfi jégkorongcsapat-játékoskeret | Német nemzeti férfi jégkorongcsapat-játékoskeret |
| #                                                | Név                                              | Poszt                                            | Magasság                                         | Súly                                             | Kor                                              | Klub                                             |
| ------------------------------------------------ | ------------------------------------------------ | ------------------------------------------------ | ------------------------------------------------ | ------------------------------------------------ | ------------------------------------------------ | ------------------------------------------------ |
| 37                                               | Olaf Kölzig                                      | K                                                | 188                                              | 103                                              | 1970. április 6. (35 évesen)                     | Washington Capitals                              |
| 40                                               | Thomas Greiss                                    | K                                                | 186                                              | 90                                               | 1986. január 29. (20 évesen)                     | Kölner Haie                                      |
| 80                                               | Robert Müller                                    | K                                                | 172                                              | 85                                               | 1980. június 25. (25 évesen)                     | Krefeld Pinguine                                 |
| 5                                                | Robert Leask                                     | V                                                | 188                                              | 93                                               | 1971. június 9. (34 évesen)                      | Eisbären Berlin                                  |
| 7                                                | Sascha Goc                                       | V                                                | 197                                              | 103                                              | 1979. április 14. (26 évesen)                    | Hannover Scorpions                               |
| 10                                               | Christian Ehrhoff                                | V                                                | 188                                              | 90                                               | 1982. július 6. (23 évesen)                      | San Jose Sharks                                  |
| 13                                               | Christoph Schubert                               | V                                                | 190                                              | 103                                              | 1982. február 5. (24 évesen)                     | Ottawa Senators                                  |
| 15                                               | Stefan Schauer                                   | V                                                | 185                                              | 90                                               | 1983. január 12. (23 évesen)                     | Nürnberg Ice Tigers                              |
| 31                                               | Andreas Renz                                     | V                                                | 183                                              | 94                                               | 1977. június 12. (28 évesen)                     | Kölner Haie                                      |
| 52                                               | Alexander Sulzer                                 | V                                                | 187                                              | 92                                               | 1984. május 30. (21 évesen)                      | DEG Metro Stars                                  |
| 84                                               | Dennis Seidenberg                                | V                                                | 184                                              | 95                                               | 1981. július 18. (24 évesen)                     | Phoenix Coyotes                                  |
| 11                                               | Sven Felski                                      | T                                                | 180                                              | 78                                               | 1974. november 18. (31 évesen)                   | Eisbären Berlin                                  |
| 16                                               | Stefan Ustorf                                    | T                                                | 181                                              | 88                                               | 1974. január 3. (32 évesen)                      | Eisbären Berlin                                  |
| 26                                               | Daniel Kreutzer                                  | T                                                | 176                                              | 87                                               | 1979. október 23. (26 évesen)                    | DEG Metro Stars                                  |
| 29                                               | Alexander Barta                                  | T                                                | 179                                              | 76                                               | 1983. február 2. (23 évesen)                     | Hamburg Freezers                                 |
| 32                                               | Tomas Martinec                                   | T                                                | 183                                              | 86                                               | 1976. március 5. (29 évesen)                     | Nürnberg Ice Tigers                              |
| 34                                               | Eduard Lewandowski                               | T                                                | 186                                              | 94                                               | 1980. május 3. (25 évesen)                       | Kölner Haie                                      |
| 46                                               | Florian Busch                                    | T                                                | 185                                              | 85                                               | 1985. január 2. (21 évesen)                      | Eisbären Berlin                                  |
| 49                                               | Klaus Kathan                                     | T                                                | 182                                              | 85                                               | 1977. január 7. (29 évesen)                      | DEG Metro Stars                                  |
| 54                                               | Sebastian Furchner                               | T                                                | 174                                              | 84                                               | 1982. május 3. (23 évesen)                       | Kölner Haie                                      |
| 57                                               | Marcel Goc                                       | T                                                | 184                                              | 91                                               | 1983. augusztus 27. (22 évesen)                  | San Jose Sharks                                  |
| 58                                               | Lasse Kopitz                                     | T                                                | 190                                              | 90                                               | 1980. május 21. (25 évesen)                      | Kölner Haie                                      |
| 72                                               | Petr Fical                                       | T                                                | 178                                              | 82                                               | 1977. szeptember 23. (28 évesen)                 | Nürnberg Ice Tigers                              |
| 73                                               | Tino Boos                                        | T                                                | 180                                              | 85                                               | 1975. április 10. (30 évesen)                    | Kölner Haie                                      |
| Vezetőedző: Uwe Krupp                            | Vezetőedző: Uwe Krupp                            | Vezetőedző: Uwe Krupp                            | Vezetőedző: Uwe Krupp                            | Vezetőedző: Uwe Krupp                            | 1965. június 24. (40 évesen)                     | 1965. június 24. (40 évesen)                     |

### Olaszország
| Olasz nemzeti férfi jégkorongcsapat-játékoskeret | Olasz nemzeti férfi jégkorongcsapat-játékoskeret | Olasz nemzeti férfi jégkorongcsapat-játékoskeret | Olasz nemzeti férfi jégkorongcsapat-játékoskeret | Olasz nemzeti férfi jégkorongcsapat-játékoskeret | Olasz nemzeti férfi jégkorongcsapat-játékoskeret | Olasz nemzeti férfi jégkorongcsapat-játékoskeret |
| #                                                | Név                                              | Poszt                                            | Magasság                                         | Súly                                             | Kor                                              | Klub                                             |
| ------------------------------------------------ | ------------------------------------------------ | ------------------------------------------------ | ------------------------------------------------ | ------------------------------------------------ | ------------------------------------------------ | ------------------------------------------------ |
| 29                                               | Jason Muzzatti                                   | K                                                | 186                                              | 87                                               | 1970. február 3. (36 évesen)                     | HC Bolzano                                       |
| 73                                               | Gunther Hell                                     | K                                                | 174                                              | 81                                               | 1978. augusztus 30. (27 évesen)                  | HC Bolzano                                       |
| 85                                               | Rene Baur                                        | K                                                | 180                                              | 74                                               | 1985. január 19. (21 évesen)                     | SG Bruneck                                       |
| 3                                                | Carter Trevisani                                 | V                                                | 186                                              | 88                                               | 1982. június 15. (23 évesen)                     | A&O Asiago                                       |
| 6                                                | Michele Strazzabosco                             | V                                                | 193                                              | 98                                               | 1976. február 6. (30 évesen)                     | HC Milano                                        |
| 7                                                | Bob Nardella                                     | V                                                | 175                                              | 80                                               | 1968. január 30. (38 évesen)                     | Rockford IceHogs                                 |
| 8                                                | Florian Ramoser                                  | V                                                | 188                                              | 87                                               | 1979. október 7. (26 évesen)                     | HC Bolzano                                       |
| 11                                               | Andre Signoretti                                 | V                                                | 174                                              | 80                                               | 1979. január 16. (27 évesen)                     | SG Cortina                                       |
| 14                                               | Carlo Lorenzi                                    | V                                                | 175                                              | 75                                               | 1974. szeptember 2. (31 évesen)                  | HC Alleghe                                       |
| 26                                               | Armin Helfer                                     | V                                                | 188                                              | 84                                               | 1980. május 31. (25 évesen)                      | HC Milano                                        |
| 50                                               | Christian Borgatello                             | V                                                | 176                                              | 84                                               | 1982. február 10. (24 évesen)                    | HC Milano                                        |
| 2                                                | Stefan Zisser                                    | T                                                | 170                                              | 82                                               | 1980. március 26. (25 évesen)                    | HC Bolzano                                       |
| 9                                                | Giorgio de Bettin                                | T                                                | 175                                              | 84                                               | 1972. augusztus 7. (33 évesen)                   | SG Cortina                                       |
| 10                                               | Giulio Scandella                                 | T                                                | 183                                              | 84                                               | 1983. szeptember 18. (22 évesen)                 | A&O Asiago                                       |
| 16                                               | John Parco                                       | T                                                | 182                                              | 85                                               | 1971. augusztus 25. (34 évesen)                  | A&0 Asiago                                       |
| 17                                               | Tony Iob                                         | T                                                | 182                                              | 93                                               | 1971. január 2. (35 évesen)                      | Klagenfurter AC                                  |
| 19                                               | Nicola Fontanive                                 | T                                                | 165                                              | 71                                               | 1985. október 25. (20 évesen)                    | HC Alleghe                                       |
| 21                                               | Joe Busillo                                      | T                                                | 185                                              | 99                                               | 1970. május 13. (35 évesen)                      | HC Milano                                        |
| 22                                               | Stefano Margoni                                  | T                                                | 182                                              | 85                                               | 1975. május 12. (30 évesen)                      | HC Bolzano                                       |
| 24                                               | Mario Chitarroni                                 | T                                                | 171                                              | 80                                               | 1967. június 11. (38 évesen)                     | HC Milano                                        |
| 27                                               | Lucio Topatigh                                   | T                                                | 183                                              | 88                                               | 1965. október 19. (40 évesen)                    | A&O Asiago                                       |
| 28                                               | Manuel de Toni                                   | T                                                | 181                                              | 90                                               | 1979. január 10. (27 évesen)                     | HC Alleghe                                       |
| 33                                               | Tony Tuzzolino                                   | T                                                | 184                                              | 90                                               | 1975. október 9. (30 évesen)                     | Modo Hockey                                      |
| 34                                               | Jason Cirone                                     | T                                                | 177                                              | 93                                               | 1971. február 21. (34 évesen)                    | HC Asiago                                        |
| 71                                               | Luca Ansoldi                                     | T                                                | 183                                              | 91                                               | 1982. január 5. (24 évesen)                      | SV Ritten                                        |
| Vezetőedző: Mickey Goulet                        | Vezetőedző: Mickey Goulet                        | Vezetőedző: Mickey Goulet                        | Vezetőedző: Mickey Goulet                        | Vezetőedző: Mickey Goulet                        | 1947. szeptember 13. (58 évesen)                 | 1947. szeptember 13. (58 évesen)                 |

### Svájc
| Svájci nemzeti férfi jégkorongcsapat-játékoskeret | Svájci nemzeti férfi jégkorongcsapat-játékoskeret | Svájci nemzeti férfi jégkorongcsapat-játékoskeret | Svájci nemzeti férfi jégkorongcsapat-játékoskeret | Svájci nemzeti férfi jégkorongcsapat-játékoskeret | Svájci nemzeti férfi jégkorongcsapat-játékoskeret | Svájci nemzeti férfi jégkorongcsapat-játékoskeret |
| #                                                 | Név                                               | Poszt                                             | Magasság                                          | Súly                                              | Kor                                               | Klub                                              |
| ------------------------------------------------- | ------------------------------------------------- | ------------------------------------------------- | ------------------------------------------------- | ------------------------------------------------- | ------------------------------------------------- | ------------------------------------------------- |
| 40                                                | David Aebischer                                   | K                                                 | 186                                               | 84                                                | 1978. február 7. (28 évesen)                      | Colorado Avalanche                                |
| 44                                                | Marco Bührer                                      | K                                                 | 178                                               | 82                                                | 1979. október 9. (26 évesen)                      | SC Bern                                           |
| 26                                                | Martin Gerber                                     | K                                                 | 185                                               | 91                                                | 1974. szeptember 3. (31 évesen)                   | Carolina Hurricanes                               |
| 3                                                 | Julien Vauclair                                   | V                                                 | 183                                               | 92                                                | 1979. október 2. (26 évesen)                      | HC Lugano                                         |
| 5                                                 | Severin Blindenbacher                             | V                                                 | 180                                               | 84                                                | 1983. március 15. (22 évesen)                     | ZSC Lions                                         |
| 7                                                 | Mark Streit                                       | V                                                 | 185                                               | 90                                                | 1977. december 11. (28 évesen)                    | Montréal Canadiens                                |
| 22                                                | Olivier Keller                                    | V                                                 | 188                                               | 95                                                | 1971. március 20. (34 évesen)                     | EHC Basel                                         |
| 29                                                | Beat Forster                                      | V                                                 | 185                                               | 100                                               | 1983. február 2. (23 évesen)                      | ZSC Lions                                         |
| 31                                                | Mathias Seger                                     | V                                                 | 181                                               | 87                                                | 1977. december 17. (28 évesen)                    | ZSC Lions                                         |
| 33                                                | Steve Hirschi                                     | V                                                 | 179                                               | 85                                                | 1981. szeptember 18. (24 évesen)                  | HC Lugano                                         |
| 57                                                | Goran Bezina                                      | V                                                 | 190                                               | 102                                               | 1980. március 21. (25 évesen)                     | Genève-Servette HC                                |
| 4                                                 | Flavien Conne                                     | T                                                 | 177                                               | 82                                                | 1980. április 1. (25 évesen)                      | HC Lugano                                         |
| 10                                                | Andres Ambühl                                     | T                                                 | 177                                               | 79                                                | 1983. szeptember 14. (22 évesen)                  | HC Davos                                          |
| 12                                                | Patric Della Rossa                                | T                                                 | 187                                               | 92                                                | 1975. július 28. (30 évesen)                      | EV Zug                                            |
| 15                                                | Paul DiPietro                                     | T                                                 | 175                                               | 82                                                | 1970. szeptember 8. (35 évesen)                   | EV Zug                                            |
| 21                                                | Patrick Fischer                                   | T                                                 | 181                                               | 85                                                | 1975. szeptember 6. (30 évesen)                   | EV Zug                                            |
| 23                                                | Thierry Paterlini                                 | T                                                 | 183                                               | 94                                                | 1975. április 27. (30 évesen)                     | ZSC Lions                                         |
| 28                                                | Martin Plüss                                      | T                                                 | 174                                               | 80                                                | 1977. április 5. (28 évesen)                      | Frölunda Indians                                  |
| 30                                                | Marcel Jenni                                      | T                                                 | 180                                               | 84                                                | 1974. március 2. (31 évesen)                      | Kloten Flyers                                     |
| 32                                                | Ivo Rüthemann                                     | T                                                 | 172                                               | 76                                                | 1976. december 12. (29 évesen)                    | SC Bern                                           |
| 35                                                | Sandy Jeannin                                     | T                                                 | 180                                               | 83                                                | 1976. február 28. (29 évesen)                     | HC Lugano                                         |
| 38                                                | Thomas Ziegler                                    | T                                                 | 180                                               | 85                                                | 1978. június 9. (27 évesen)                       | SC Bern                                           |
| 67                                                | Romano Lemm                                       | T                                                 | 182                                               | 86                                                | 1984. június 25. (21 évesen)                      | Kloten Flyers                                     |
| 97                                                | Adrian Wichser                                    | T                                                 | 181                                               | 80                                                | 1980. március 18. (25 évesen)                     | ZSC Lions                                         |
| Vezetőedző: Peter Zahner                          | Vezetőedző: Peter Zahner                          | Vezetőedző: Peter Zahner                          | Vezetőedző: Peter Zahner                          | Vezetőedző: Peter Zahner                          | 1961. január 19. (45 évesen)                      | 1961. január 19. (45 évesen)                      |

## B csoport

### Szlovákia
| Szlovák nemzeti férfi jégkorongcsapat-játékoskeret | Szlovák nemzeti férfi jégkorongcsapat-játékoskeret | Szlovák nemzeti férfi jégkorongcsapat-játékoskeret | Szlovák nemzeti férfi jégkorongcsapat-játékoskeret | Szlovák nemzeti férfi jégkorongcsapat-játékoskeret | Szlovák nemzeti férfi jégkorongcsapat-játékoskeret | Szlovák nemzeti férfi jégkorongcsapat-játékoskeret |
| #                                                  | Név                                                | Poszt                                              | Magasság                                           | Súly                                               | Kor                                                | Klub                                               |
| -------------------------------------------------- | -------------------------------------------------- | -------------------------------------------------- | -------------------------------------------------- | -------------------------------------------------- | -------------------------------------------------- | -------------------------------------------------- |
| 25                                                 | Ján Lašák                                          | GK                                                 | 183                                                | 93                                                 | 1979. április 10. (26 évesen)                      | Pardubice HC                                       |
| 37                                                 | Peter Budaj                                        | GK                                                 | 183                                                | 91                                                 | 1982. szeptember 18. (23 évesen)                   | Colorado Avalanche                                 |
| 60                                                 | Karol Križan                                       | GK                                                 | 178                                                | 84                                                 | 1980. június 5. (25 évesen)                        | Modo Hockey                                        |
| 3                                                  | Zdeno Chára                                        | D                                                  | 205                                                | 118                                                | 1977. március 18. (28 évesen)                      | Boston Bruins                                      |
| 7                                                  | Martin Štrbák                                      | D                                                  | 191                                                | 96                                                 | 1975. január 15. (31 évesen)                       | CSZKA Moszkva                                      |
| 14                                                 | Andrej Meszároš                                    | D                                                  | 182                                                | 82                                                 | 1985. október 13. (20 évesen)                      | Ottawa Senators                                    |
| 17                                                 | Ľubomír Višňovský                                  | D                                                  | 177                                                | 85                                                 | 1976. augusztus 11. (29 évesen)                    | Los Angeles Kings                                  |
| 68                                                 | Milan Jurčina                                      | D                                                  | 195                                                | 101                                                | 1983. június 7. (22 évesen)                        | Boston Bruins                                      |
| 10                                                 | Marián Gáborík                                     | F                                                  | 186                                                | 87                                                 | 1982. február 14. (24 évesen)                      | Minnesota Wild                                     |
| 12                                                 | Peter Bondra                                       | F                                                  | 183                                                | 92                                                 | 1968. február 7. (38 évesen)                       | Atlanta Thrashers                                  |
| 15                                                 | Jozef Stümpel                                      | F                                                  | 190                                                | 100                                                | 1972. július 20. (33 évesen)                       | Florida Panthers                                   |
| 18                                                 | Miroslav Šatan                                     | F                                                  | 188                                                | 89                                                 | 1974. október 22. (31 évesen)                      | New York Islanders                                 |
| 20                                                 | Richard Zedník                                     | F                                                  | 186                                                | 87                                                 | 1976. január 6. (30 évesen)                        | Montréal Canadiens                                 |
| 22                                                 | Richard Kapuš                                      | F                                                  | 182                                                | 92                                                 | 1973. február 9. (33 évesen)                       | Metallurg Novokuznetsk                             |
| 23                                                 | Ľuboš Bartečko                                     | F                                                  | 180                                                | 92                                                 | 1976. július 14. (29 évesen)                       | Luleå HF                                           |
| 28                                                 | Ronald Petrovický                                  | F                                                  | 182                                                | 88                                                 | 1977. február 15. (29 évesen)                      | Atlanta Thrashers                                  |
| 29                                                 | Ivan Majeský                                       | D                                                  | 194                                                | 104                                                | 1976. szeptember 2. (29 évesen)                    | Washington Capitals                                |
| 38                                                 | Pavol Demitra                                      | F                                                  | 182                                                | 93                                                 | 1974. november 29. (31 évesen)                     | Los Angeles Kings                                  |
| 40                                                 | Marek Svatoš                                       | F                                                  | 180                                                | 82                                                 | 1982. június 17. (23 évesen)                       | Colorado Avalanche                                 |
| 43                                                 | Tomáš Surový                                       | F                                                  | 183                                                | 87                                                 | 1981. szeptember 24. (24 évesen)                   | Pittsburgh Penguins                                |
| 81                                                 | Marián Hossa                                       | F                                                  | 186                                                | 94                                                 | 1979. január 12. (27 évesen)                       | Atlanta Thrashers                                  |
| 91                                                 | Marcel Hossa                                       | F                                                  | 187                                                | 100                                                | 1981. október 12. (24 évesen)                      | New York Rangers                                   |
| Vezetőedző: Peter Stastny                          | Vezetőedző: Peter Stastny                          | Vezetőedző: Peter Stastny                          | Vezetőedző: Peter Stastny                          | Vezetőedző: Peter Stastny                          | 1956. szeptember 18. (49 évesen)                   | 1956. szeptember 18. (49 évesen)                   |

### Oroszország
| Orosz nemzeti férfi jégkorongcsapat-játékoskeret | Orosz nemzeti férfi jégkorongcsapat-játékoskeret | Orosz nemzeti férfi jégkorongcsapat-játékoskeret | Orosz nemzeti férfi jégkorongcsapat-játékoskeret | Orosz nemzeti férfi jégkorongcsapat-játékoskeret | Orosz nemzeti férfi jégkorongcsapat-játékoskeret | Orosz nemzeti férfi jégkorongcsapat-játékoskeret |
| #                                                | Név                                              | Poszt                                            | Magasság                                         | Súly                                             | Kor                                              | Klub                                             |
| ------------------------------------------------ | ------------------------------------------------ | ------------------------------------------------ | ------------------------------------------------ | ------------------------------------------------ | ------------------------------------------------ | ------------------------------------------------ |
| 20                                               | Jevgenyij Nabokov                                | K                                                | 183                                              | 90                                               | 1975. július 25. (30 évesen)                     | San Jose Sharks                                  |
| 30                                               | Ilja Brizgalov                                   | K                                                | 188                                              | 88                                               | 1980. június 22. (25 évesen)                     | Mighty Ducks of Anaheim                          |
| 39                                               | Makszim Szokolov                                 | K                                                | 180                                              | 92                                               | 1972. május 27. (33 évesen)                      | SZKA Szankt-Peterburg                            |
| 4                                                | Szergej Zsukov                                   | V                                                | 192                                              | 87                                               | 1975. november 23. (30 évesen)                   | Lokomotyiv Jaroszlavl                            |
| 5                                                | Vitalij Visnyevszkij                             | V                                                | 187                                              | 92                                               | 1980. március 18. (25 évesen)                    | Mighty Ducks of Anaheim                          |
| 6                                                | Anton Volcsenkov                                 | V                                                | 185                                              | 102                                              | 1982. február 25. (23 évesen)                    | Ottawa Senators                                  |
| 11                                               | Darjusz Kaszparajtyisz                           | V                                                | 180                                              | 99                                               | 1972. október 16. (33 évesen)                    | New York Rangers                                 |
| 29                                               | Danyiil Markov                                   | V                                                | 185                                              | 86                                               | 1976. július 30. (29 évesen)                     | Nashville Predators                              |
| 51                                               | Fjodor Tyutin                                    | V                                                | 188                                              | 92                                               | 1983. július 19. (22 évesen)                     | New York Rangers                                 |
| 52                                               | Andrej Markov                                    | V                                                | 183                                              | 90                                               | 1978. december 20. (27 évesen)                   | Montréal Canadiens                               |
| 55                                               | Szergej Goncsar                                  | V                                                | 185                                              | 94                                               | 1974. április 13. (31 évesen)                    | Pittsburgh Penguins                              |
| 8                                                | Alekszandr Ovecskin                              | T                                                | 188                                              | 98                                               | 1985. szeptember 17. (20 évesen)                 | Washington Capitals                              |
| 13                                               | Pavel Dacjuk                                     | T                                                | 179                                              | 86                                               | 1978. július 20. (27 évesen)                     | Detroit Red Wings                                |
| 18                                               | Jevgenyij Malkin                                 | T                                                | 191                                              | 87                                               | 1986. július 31. (19 évesen)                     | Metallurg Magnyitogorszk                         |
| 21                                               | Alekszandr Haritonov                             | T                                                | 172                                              | 80                                               | 1976. március 30. (29 évesen)                    | HK CSZKA Moszkva                                 |
| 22                                               | Andrej Taratuhin                                 | T                                                | 183                                              | 92                                               | 1983. február 22. (22 évesen)                    | Lokomotyiv Jaroszlavl                            |
| 23                                               | Ivan Nyeprjajev                                  | T                                                | 188                                              | 85                                               | 1982. február 4. (24 évesen)                     | Lokomotyiv Jaroszlavl                            |
| 33                                               | Makszim Szusinszkij                              | T                                                | 172                                              | 80                                               | 1974. július 1. (31 évesen)                      | HK Gyinamo Moszkva                               |
| 24                                               | Alekszandr Frolov                                | T                                                | 188                                              | 95                                               | 1982. június 19. (23 évesen)                     | Los Angeles Kings                                |
| 25                                               | Viktor Kozlov                                    | T                                                | 195                                              | 104                                              | 1975. február 14. (31 évesen)                    | New Jersey Devils                                |
| 27                                               | Alekszej Kovaljov                                | T                                                | 188                                              | 102                                              | 1973. február 24. (32 évesen)                    | Montréal Canadiens                               |
| 61                                               | Makszim Afinogenov                               | T                                                | 183                                              | 88                                               | 1979. szeptember 4. (26 évesen)                  | Buffalo Sabres                                   |
| 71                                               | Ilja Kovalcsuk                                   | T                                                | 188                                              | 99                                               | 1983. április 15. (22 évesen)                    | Atlanta Thrashers                                |
| 79                                               | Alekszej Jasin                                   | T                                                | 191                                              | 100                                              | 1973. november 5. (32 évesen)                    | New York Islanders                               |
| 94                                               | Alekszandr Koroljuk                              | T                                                | 178                                              | 80                                               | 1976. január 15. (30 évesen)                     | Vityaz Csehov                                    |
| Vezetőedző: Vlagyimir Krikunov                   | Vezetőedző: Vlagyimir Krikunov                   | Vezetőedző: Vlagyimir Krikunov                   | Vezetőedző: Vlagyimir Krikunov                   | Vezetőedző: Vlagyimir Krikunov                   | 1950. április 23. (55 évesen)                    | 1950. április 23. (55 évesen)                    |

### Svédország
| Svéd nemzeti férfi jégkorongcsapat-játékoskeret | Svéd nemzeti férfi jégkorongcsapat-játékoskeret | Svéd nemzeti férfi jégkorongcsapat-játékoskeret | Svéd nemzeti férfi jégkorongcsapat-játékoskeret | Svéd nemzeti férfi jégkorongcsapat-játékoskeret | Svéd nemzeti férfi jégkorongcsapat-játékoskeret | Svéd nemzeti férfi jégkorongcsapat-játékoskeret |
| #                                               | Név                                             | Poszt                                           | Magasság                                        | Súly                                            | Kor                                             | Klub                                            |
| ----------------------------------------------- | ----------------------------------------------- | ----------------------------------------------- | ----------------------------------------------- | ----------------------------------------------- | ----------------------------------------------- | ----------------------------------------------- |
| 1                                               | Stefan Liv                                      | K                                               | 184                                             | 84                                              | 1980. december 21. (25 évesen)                  | HV71                                            |
| 32                                              | Mikael Tellqvist                                | K                                               | 182                                             | 84                                              | 1979. szeptember 19. (26 évesen)                | Toronto Maple Leafs                             |
| 35                                              | Henrik Lundqvist                                | K                                               | 185                                             | 87                                              | 1982. március 2. (23 évesen)                    | New York Rangers                                |
| 2                                               | Mattias Öhlund                                  | V                                               | 191                                             | 100                                             | 1976. szeptember 9. (29 évesen)                 | Vancouver Canucks                               |
| 5                                               | Nicklas Lidström                                | V                                               | 188                                             | 84                                              | 1970. április 28. (35 évesen)                   | Detroit Red Wings                               |
| 7                                               | Niklas Kronwall                                 | V                                               | 183                                             | 86                                              | 1981. január 12. (25 évesen)                    | Detroit Red Wings                               |
| 8                                               | Christian Bäckman                               | V                                               | 191                                             | 93                                              | 1980. április 28. (25 évesen)                   | St Louis Blues                                  |
| 15                                              | Niclas Hävelid                                  | V                                               | 182                                             | 90                                              | 1973. április 12. (32 évesen)                   | Atlanta Thrashers                               |
| 23                                              | Ronnie Sundin                                   | V                                               | 186                                             | 98                                              | 1970. október 3. (35 évesen)                    | Frölunda HC Frölunda Indians                    |
| 29                                              | Kenny Jönsson                                   | V                                               | 191                                             | 93                                              | 1974. október 6. (31 évesen)                    | Rögle BK                                        |
| 34                                              | Daniel Tjärnqvist                               | V                                               | 188                                             | 91                                              | 1976. október 14. (29 évesen)                   | Minnesota Wild                                  |
| 11                                              | Daniel Alfredsson                               | T                                               | 182                                             | 90                                              | 1972. december 11. (33 évesen)                  | Ottawa Senators                                 |
| 12                                              | Daniel Sedin                                    | T                                               | 186                                             | 90                                              | 1980. szeptember 26. (25 évesen)                | Vancouver Canucks                               |
| 13                                              | Mats Sundin                                     | T                                               | 193                                             | 100                                             | 1971. február 13. (35 évesen)                   | Toronto Maple Leafs                             |
| 20                                              | Henrik Sedin                                    | T                                               | 188                                             | 91                                              | 1980. szeptember 26. (25 évesen)                | Vancouver Canucks                               |
| 21                                              | Peter Forsberg                                  | T                                               | 183                                             | 93                                              | 1973. július 20. (32 évesen)                    | Philadelphia Flyers                             |
| 22                                              | P. J. Axelsson                                  | T                                               | 185                                             | 86                                              | 1975. február 26. (30 évesen)                   | Boston Bruins                                   |
| 26                                              | Samuel Påhlsson                                 | T                                               | 181                                             | 94                                              | 1977. december 17. (28 évesen)                  | Mighty Ducks of Anaheim                         |
| 33                                              | Fredrik Modin                                   | T                                               | 193                                             | 100                                             | 1974. október 8. (31 évesen)                    | Tampa Bay Lightning                             |
| 37                                              | Mikael Samuelsson                               | T                                               | 186                                             | 94                                              | 1976. december 23. (29 évesen)                  | Detroit Red Wings                               |
| 40                                              | Henrik Zetterberg                               | T                                               | 180                                             | 86                                              | 1980. október 9. (25 évesen)                    | Detroit Red Wings                               |
| 51                                              | Mika Hannula                                    | T                                               | 179                                             | 84                                              | 1979. április 2. (26 évesen)                    | HV71                                            |
| 72                                              | Jörgen Jönsson                                  | T                                               | 184                                             | 89                                              | 1972. szeptember 29. (33 évesen)                | Färjestads BK                                   |
| 96                                              | Tomas Holmström                                 | T                                               | 183                                             | 94                                              | 1973. január 23. (33 évesen)                    | Detroit Red Wings                               |
| Vezetőedző: Bengt Ake Gustafsson                | Vezetőedző: Bengt Ake Gustafsson                | Vezetőedző: Bengt Ake Gustafsson                | Vezetőedző: Bengt Ake Gustafsson                | Vezetőedző: Bengt Ake Gustafsson                | 1958. március 23. (47 évesen)                   | 1958. március 23. (47 évesen)                   |

### Egyesült Államok
| Amerikai nemzeti férfi jégkorongcsapat-játékoskeret | Amerikai nemzeti férfi jégkorongcsapat-játékoskeret | Amerikai nemzeti férfi jégkorongcsapat-játékoskeret | Amerikai nemzeti férfi jégkorongcsapat-játékoskeret | Amerikai nemzeti férfi jégkorongcsapat-játékoskeret | Amerikai nemzeti férfi jégkorongcsapat-játékoskeret | Amerikai nemzeti férfi jégkorongcsapat-játékoskeret |
| #                                                   | Név                                                 | Poszt                                               | Magasság                                            | Súly                                                | Kor                                                 | Klub                                                |
| --------------------------------------------------- | --------------------------------------------------- | --------------------------------------------------- | --------------------------------------------------- | --------------------------------------------------- | --------------------------------------------------- | --------------------------------------------------- |
| 29                                                  | Rick DiPietro                                       | K                                                   | 180                                                 | 84                                                  | 1981. szeptember 19. (24 évesen)                    | New York Islanders                                  |
| 42                                                  | Robert Esche                                        | K                                                   | 185                                                 | 95                                                  | 1978. január 22. (28 évesen)                        | Philadelphia Flyers                                 |
| 47                                                  | John Grahame                                        | K                                                   | 188                                                 | 95                                                  | 1975. augusztus 31. (30 évesen)                     | Tampa Bay Lightning                                 |
| 2                                                   | Derian Hatcher                                      | V                                                   | 196                                                 | 107                                                 | 1972. június 4. (33 évesen)                         | Philadelphia Flyers                                 |
| 3                                                   | Aaron Miller                                        | V                                                   | 193                                                 | 99                                                  | 1971. augusztus 11. (34 évesen)                     | Los Angeles Kings                                   |
| 4                                                   | Jordan Leopold                                      | V                                                   | 185                                                 | 93                                                  | 1980. augusztus 3. (25 évesen)                      | Calgary Flames                                      |
| 23                                                  | Mathieu Schneider                                   | V                                                   | 180                                                 | 85                                                  | 1969. június 12. (36 évesen)                        | Detroit Red Wings                                   |
| 24                                                  | Chris Chelios                                       | V                                                   | 185                                                 | 86                                                  | 1962. január 25. (44 évesen)                        | Detroit Red Wings                                   |
| 27                                                  | John-Michael Liles                                  | V                                                   | 178                                                 | 84                                                  | 1980. november 25. (25 évesen)                      | Colorado Avalanche                                  |
| 28                                                  | Brian Rafalski                                      | V                                                   | 175                                                 | 86                                                  | 1973. szeptember 28. (32 évesen)                    | New Jersey Devils                                   |
| 7                                                   | Keith Tkachuk                                       | T                                                   | 188                                                 | 102                                                 | 1972. március 28. (33 évesen)                       | St. Louis Blues                                     |
| 9                                                   | Mike Modano                                         | T                                                   | 191                                                 | 93                                                  | 1970. június 7. (35 évesen)                         | Dallas Stars                                        |
| 11                                                  | Scott Gomez                                         | T                                                   | 180                                                 | 91                                                  | 1979. december 23. (26 évesen)                      | New Jersey Devils                                   |
| 12                                                  | Brian Rolston                                       | T                                                   | 188                                                 | 95                                                  | 1973. február 21. (32 évesen)                       | Minnesota Wild                                      |
| 13                                                  | Bill Guerin                                         | T                                                   | 188                                                 | 95                                                  | 1970. november 9. (35 évesen)                       | Dallas Stars                                        |
| 14                                                  | Brian Gionta                                        | T                                                   | 170                                                 | 79                                                  | 1979. január 18. (27 évesen)                        | New Jersey Devils                                   |
| 18                                                  | Chris Drury                                         | T                                                   | 178                                                 | 82                                                  | 1976. augusztus 20. (29 évesen)                     | Buffalo Sabres                                      |
| 21                                                  | Mike Knuble                                         | T                                                   | 191                                                 | 103                                                 | 1972. július 4. (33 évesen)                         | Philadelphia Flyers                                 |
| 22                                                  | Craig Conroy                                        | T                                                   | 188                                                 | 91                                                  | 1971. szeptember 4. (34 évesen)                     | Los Angeles Kings                                   |
| 26                                                  | Erik Cole                                           | T                                                   | 188                                                 | 91                                                  | 1978. november 6. (27 évesen)                       | Carolina Hurricanes                                 |
| 37                                                  | Mark Parrish                                        | T                                                   | 183                                                 | 91                                                  | 1977. február 2. (29 évesen)                        | New York Islanders                                  |
| 39                                                  | Doug Weight                                         | T                                                   | 180                                                 | 91                                                  | 1971. január 21. (35 évesen)                        | St. Louis Blues                                     |
| 55                                                  | Jason Blake                                         | T                                                   | 178                                                 | 82                                                  | 1973. szeptember 2. (32 évesen)                     | New York Islanders                                  |
| Vezetőedző: Don Waddell                             | Vezetőedző: Don Waddell                             | Vezetőedző: Don Waddell                             | Vezetőedző: Don Waddell                             | Vezetőedző: Don Waddell                             | 1958. augusztus 19. (47 évesen)                     | 1958. augusztus 19. (47 évesen)                     |

### Kazahsztán
| Kazah nemzeti férfi jégkorongcsapat-játékoskeret | Kazah nemzeti férfi jégkorongcsapat-játékoskeret | Kazah nemzeti férfi jégkorongcsapat-játékoskeret | Kazah nemzeti férfi jégkorongcsapat-játékoskeret | Kazah nemzeti férfi jégkorongcsapat-játékoskeret | Kazah nemzeti férfi jégkorongcsapat-játékoskeret | Kazah nemzeti férfi jégkorongcsapat-játékoskeret |
| #                                                | Név                                              | Poszt                                            | Magasság                                         | Súly                                             | Kor                                              | Klub                                             |
| ------------------------------------------------ | ------------------------------------------------ | ------------------------------------------------ | ------------------------------------------------ | ------------------------------------------------ | ------------------------------------------------ | ------------------------------------------------ |
| 1                                                | Kirill Zinovjev                                  | K                                                | 181                                              | 80                                               | 1979. február 22. (26 évesen)                    | Torpedo Uszty-Kamenogorszk                       |
| 20                                               | Vitalij Kolesznyik                               | K                                                | 190                                              | 90                                               | 1979. augusztus 20. (26 évesen)                  | Colorado Avalanche                               |
| 31                                               | Vitalij Jeremejev                                | K                                                | 184                                              | 90                                               | 1975. szeptember 23. (30 évesen)                 | HK Gyinamo Moszkva                               |
| 2                                                | Alekszej Vaszilcsenko                            | V                                                | 188                                              | 90                                               | 1981. március 29. (24 évesen)                    | HK Nyeftyehimik Nyizsnyekamszk                   |
| 11                                               | Vlagyimir Antyipin                               | V                                                | 184                                              | 85                                               | 1970. április 18. (35 évesen)                    | Mitiscsi Himik                                   |
| 12                                               | Oleg Kovalenko                                   | V                                                | 178                                              | 90                                               | 1975. február 11. (31 évesen)                    | Torpedo Uszty-Kamenogorszk                       |
| 16                                               | Jevgenyij Blohin                                 | V                                                | 184                                              | 85                                               | 1979. május 29. (26 évesen)                      | HK MVD Tver                                      |
| 26                                               | Andrej Szavenkov                                 | V                                                | 184                                              | 88                                               | 1975. március 7. (30 évesen)                     | Torpedo Uszty-Kamenogorszk                       |
| 30                                               | Gyenyisz Semelin                                 | V                                                | 191                                              | 93                                               | 1978. július 24. (27 évesen)                     | HK Nyeftyehimik Nyizsnyekamszk                   |
| 43                                               | Jevgenyij Pupkov                                 | V                                                | 184                                              | 91                                               | 1976. január 18. (30 évesen)                     | SZKA Szankt-Peterburg                            |
| 52                                               | Alekszej Koledajev                               | V                                                | 178                                              | 84                                               | 1976. március 27. (29 évesen)                    | HC Szibir Novoszibirszk                          |
| 64                                               | Artyom Argokov                                   | V                                                | 184                                              | 92                                               | 1976. január 16. (30 évesen)                     | Metallurg Novokuznyeck                           |
| 17                                               | Alekszandr Koreskov                              | T                                                | 179                                              | 81                                               | 1968. október 28. (37 évesen)                    | Torpedo Uszty-Kamenogorszk                       |
| 18                                               | Konsztantyin Safranov                            | T                                                | 183                                              | 90                                               | 1968. szeptember 11. (37 évesen)                 | Krilja Szovjetov                                 |
| 19                                               | Jevgenyij Koreskov                               | T                                                | 170                                              | 82                                               | 1970. március 11. (35 évesen)                    | Torpedo Uszty-Kamenogorszk                       |
| 21                                               | Dmitrij Dudarev                                  | T                                                | 185                                              | 91                                               | 1976. február 23. (29 évesen)                    | Ak Barsz Kazány                                  |
| 22                                               | Andrej Ogorodnyikov                              | T                                                | 178                                              | 78                                               | 1982. augusztus 29. (23 évesen)                  | Torpedo Uszty-Kamenogorsk                        |
| 23                                               | Andrej Pcseljakov                                | T                                                | 178                                              | 72                                               | 1972. február 19. (33 évesen)                    | Krilja Szovjetov                                 |
| 25                                               | Andrej Szamohvalov                               | T                                                | 182                                              | 84                                               | 1975. május 10. (30 évesen)                      | Torpedo Nyizsnyij Novogorod                      |
| 34                                               | Szergej Alekszandrov                             | T                                                | 180                                              | 84                                               | 1978. április 29. (27 évesen)                    | Torpedo Uszty-Kamenogorszk                       |
| 36                                               | Dmitrij Upper                                    | T                                                | 178                                              | 80                                               | 1978. július 28. (27 évesen)                     | CSZKA Moszkva                                    |
| 55                                               | Andrej Troscsinszkij                             | T                                                | 192                                              | 84                                               | 1978. február 14. (28 évesen)                    | Torpedo Uszty-Kamenogorszk                       |
| 79                                               | Fjodor Poliscsuk                                 | T                                                | 174                                              | 75                                               | 1979. július 4. (26 évesen)                      | SZKA Sankt-Peterburg                             |
| 80                                               | Nyikolaj Antropov                                | T                                                | 198                                              | 104                                              | 1980. február 18. (25 évesen)                    | Toronto Maple Leafs                              |
| Vezetőedző: Nyikolaj Misagin                     | Vezetőedző: Nyikolaj Misagin                     | Vezetőedző: Nyikolaj Misagin                     | Vezetőedző: Nyikolaj Misagin                     | Vezetőedző: Nyikolaj Misagin                     | 1955. október 15. (50 évesen)                    | 1955. október 15. (50 évesen)                    |

### Lettország
| Lett nemzeti férfi jégkorongcsapat-játékoskeret | Lett nemzeti férfi jégkorongcsapat-játékoskeret | Lett nemzeti férfi jégkorongcsapat-játékoskeret | Lett nemzeti férfi jégkorongcsapat-játékoskeret | Lett nemzeti férfi jégkorongcsapat-játékoskeret | Lett nemzeti férfi jégkorongcsapat-játékoskeret | Lett nemzeti férfi jégkorongcsapat-játékoskeret |
| #                                               | Név                                             | Poszt                                           | Magasság                                        | Súly                                            | Kor                                             | Klub                                            |
| ----------------------------------------------- | ----------------------------------------------- | ----------------------------------------------- | ----------------------------------------------- | ----------------------------------------------- | ----------------------------------------------- | ----------------------------------------------- |
| 1                                               | Artūrs Irbe                                     | K                                               | 175                                             | 80                                              | 1967. február 2. (39 évesen)                    | Red Bull Salzburg EC                            |
| 30                                              | Sergejs Naumovs                                 | K                                               | 172                                             | 75                                              | 1969. április 4. (36 évesen)                    | Khimik Voskresensk                              |
| 31                                              | Edgars Masalskis                                | K                                               | 175                                             | 78                                              | 1980. március 31. (25 évesen)                   | Neftyanik Almetievsk                            |
| 2                                               | Rodrigo Lavins                                  | V                                               | 180                                             | 84                                              | 1974. augusztus 3. (31 évesen)                  | Brynäs IF                                       |
| 3                                               | Arvids Rekis                                    | V                                               | 183                                             | 95                                              | 1979. január 1. (27 évesen)                     | Augsburger Panther                              |
| 4                                               | Agris Saviels                                   | V                                               | 186                                             | 100                                             | 1982. január 15. (24 évesen)                    | Torpedo Nizhnynovgorod                          |
| 7                                               | Karlis Skrastins                                | V                                               | 188                                             | 90                                              | 1974. július 9. (31 évesen)                     | Colorado Avalanche                              |
| 8                                               | Sandis Ozoliņš                                  | V                                               | 188                                             | 92                                              | 1972. augusztus 3. (33 évesen)                  | Mighty Ducks of Anaheim                         |
| 18                                              | Georgijs Pujacs                                 | V                                               | 182                                             | 96                                              | 1981. június 11. (24 évesen)                    | HK Riga 2000                                    |
| 23                                              | Atvars Tribuncovs                               | V                                               | 188                                             | 100                                             | 1976. október 14. (29 évesen)                   | Mora IK                                         |
| 25                                              | Krisjanis Redlihs                               | V                                               | 189                                             | 88                                              | 1981. január 15. (25 évesen)                    | Albany River Rats                               |
| 9                                               | Ģirts Ankipāns                                  | T                                               | 184                                             | 97                                              | 1975. november 29. (30 évesen)                  | HK Riga 2000                                    |
| 10                                              | Vladimirs Mamonovs                              | T                                               | 176                                             | 85                                              | 1980. április 22. (25 évesen)                   | Liepājas Metalurgs                              |
| 12                                              | Herberts Vasiljevs                              | T                                               | 180                                             | 85                                              | 1976. május 27. (29 évesen)                     | Krefeld Pinguine                                |
| 13                                              | Grigorijs Pantelejevs                           | T                                               | 178                                             | 90                                              | 1972. november 13. (33 évesen)                  | HC Martigny                                     |
| 14                                              | Leonids Tambijevs                               | T                                               | 176                                             | 83                                              | 1970. szeptember 26. (35 évesen)                | EHC Basel                                       |
| 15                                              | Maris Ziedins                                   | T                                               | 178                                             | 78                                              | 1978. július 3. (27 évesen)                     | Stockton Thunder                                |
| 17                                              | Aleksandrs Nizivijs                             | T                                               | 177                                             | 78                                              | 1976. szeptember 16. (29 évesen)                | Torpedo Nizhnynovgorod                          |
| 21                                              | Armands Bērziņš                                 | T                                               | 192                                             | 98                                              | 1983. december 27. (22 évesen)                  | HK Riga 2000                                    |
| 24                                              | Mikelis Redlihs                                 | T                                               | 180                                             | 80                                              | 1984. július 1. (21 évesen)                     | IF Björklöven                                   |
| 27                                              | Aleksandrs Semjonovs                            | T                                               | 181                                             | 91                                              | 1972. június 8. (33 évesen)                     | Malmo Red Hawks                                 |
| 29                                              | Aigars Cipruss                                  | T                                               | 178                                             | 80                                              | 1972. január 12. (34 évesen)                    | HK Riga 2000                                    |
| 47                                              | Martins Cipulis                                 | T                                               | 179                                             | 87                                              | 1980. november 29. (25 évesen)                  | HK Riga 2000                                    |
| Vezetőedző: Maris Baldonieks                    | Vezetőedző: Maris Baldonieks                    | Vezetőedző: Maris Baldonieks                    | Vezetőedző: Maris Baldonieks                    | Vezetőedző: Maris Baldonieks                    | 1955. május 24. (50 évesen)                     | 1955. május 24. (50 évesen)                     |